# قروه (سنقر)
قروه (سنقر)، روستایی از توابع بخش مرکزی شهرستان سنقر در استان کرمانشاه ایران است. این روستا در جنوب‌غربی شهرستان سنقر و به‌فاصله ۳ کیلومتری آن قرار دارد.

## جمعیت
این روستا در دهستان سرآب قرار دارد و براساس سرشماری مرکز آمار ایران در سال ۱۳۸۵، جمعیت آن ۱۹۹ نفر (۵۹خانوار) بوده‌است.